# Фермонт Сити (Илиноис)
Фермонт Сити (енгл. Fairmont City) град је у америчкој савезној држави Илиноис.

## Демографија
По попису из 2010. године број становника је 2.635, што је 199 (8,2%) становника више него 2000. године.
| Група             | 2000.         | 2010.         |
| Белци             | 1.034 (42,4%) | 705 (26,8%)   |
| Афроамериканци    | 30 (1,2%)     | 27 (1,0%)     |
| Азијати           | 2 (0,1%)      | 9 (0,3%)      |
| Хиспаноамериканци | 1.349 (55,4%) | 1.882 (71,4%) |
| Укупно            | 2.436         | 2.635         |